# هری کمپ
هری هیبارد کِمپ (به انگلیسی: Harry Hibbard Kemp) (زاده ۱۵ دسامبر ۱۸۸۳ - درگذشته ۵ آگوست ۱۹۶۰) شاعر و نویسنده آمریکایی قرن بیستم میلادی بود.